# Socha Jana Nerudy (Praha)
Socha českého básníka a publicisty Jana Nerudy z generace májovců je umístěná v Petřínských sadech v Praze, nedaleko dolní stanice zdejší lanové dráhy. Autorem bronzové sochy odhalené dne 22. října 1970 je sochař a medailér Jan Simota, který na dílu spolupracoval s architektem Karlem Lapkou. Realistická socha znázorňuje stojící postavu, s rukama za zády, v nichž drží klobouk. Neruda je znázorněný jako starý, životem unavený. 
Sám Jan Neruda se narodil na Malé Straně v Újezdských kasárnách, tedy nedaleko této sochy. O zdejším prostředí napsal například svou knihu Povídky malostranské.